# Mănușă

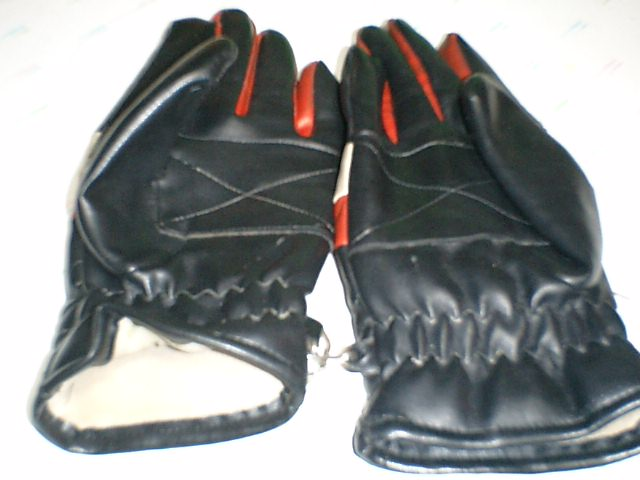
Mănuşi din piele

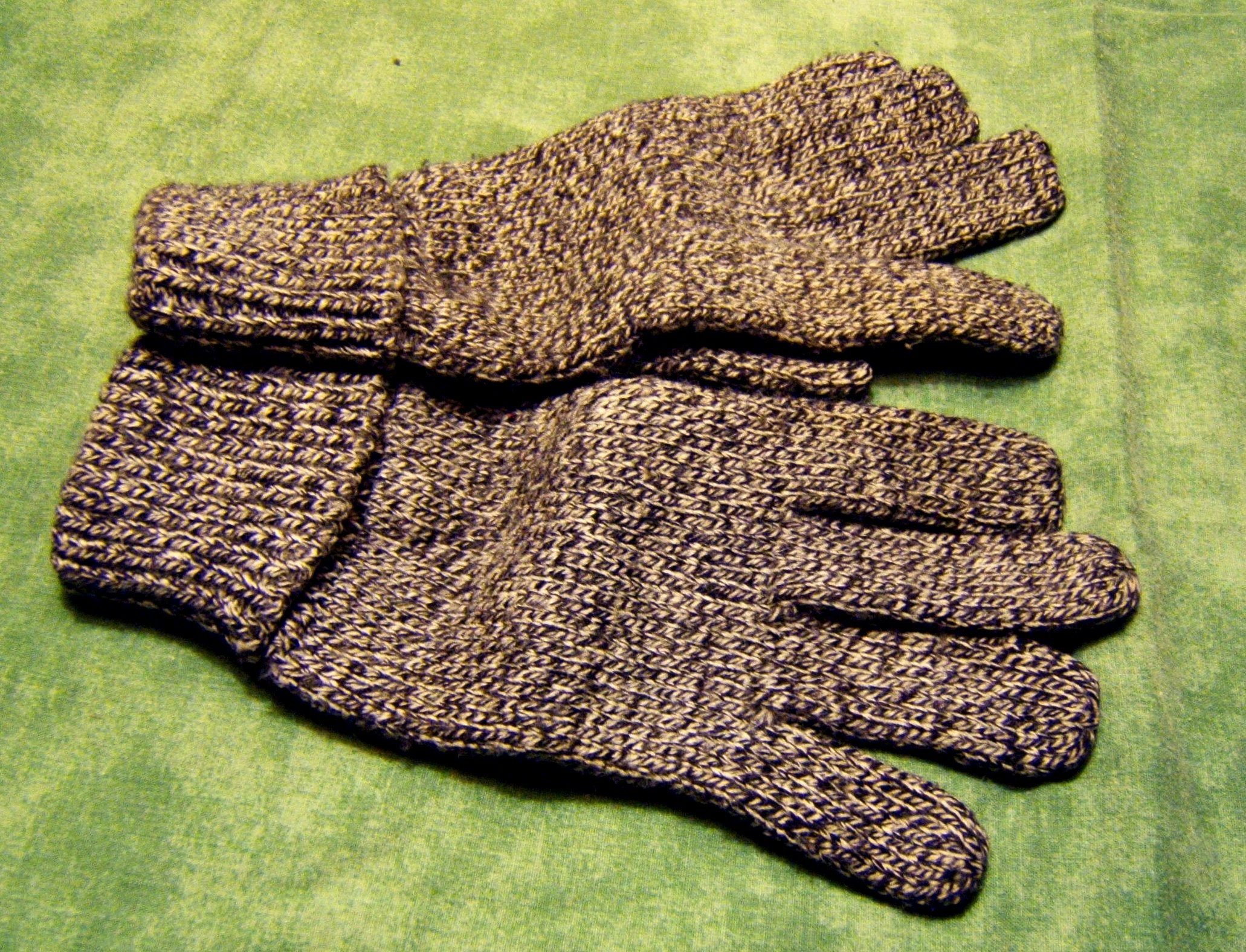
Mănuşi din lână.

O mănușă (rar: mânușă) este o piesă de vestimentație, un echipament de sport sau un element de protecție, un element de igienă care acoperă mâna. Este folosită îndeosebi pentru protejarea de frig, sau chiar pentru prestigiu (lux, ceremonii). În general, mănușile sunt comercializate și purtate perechi.

## Etimologie
Substantivul românesc mănușă este un derivat al substantivului mână + sufixul -ușă.

## Istorie

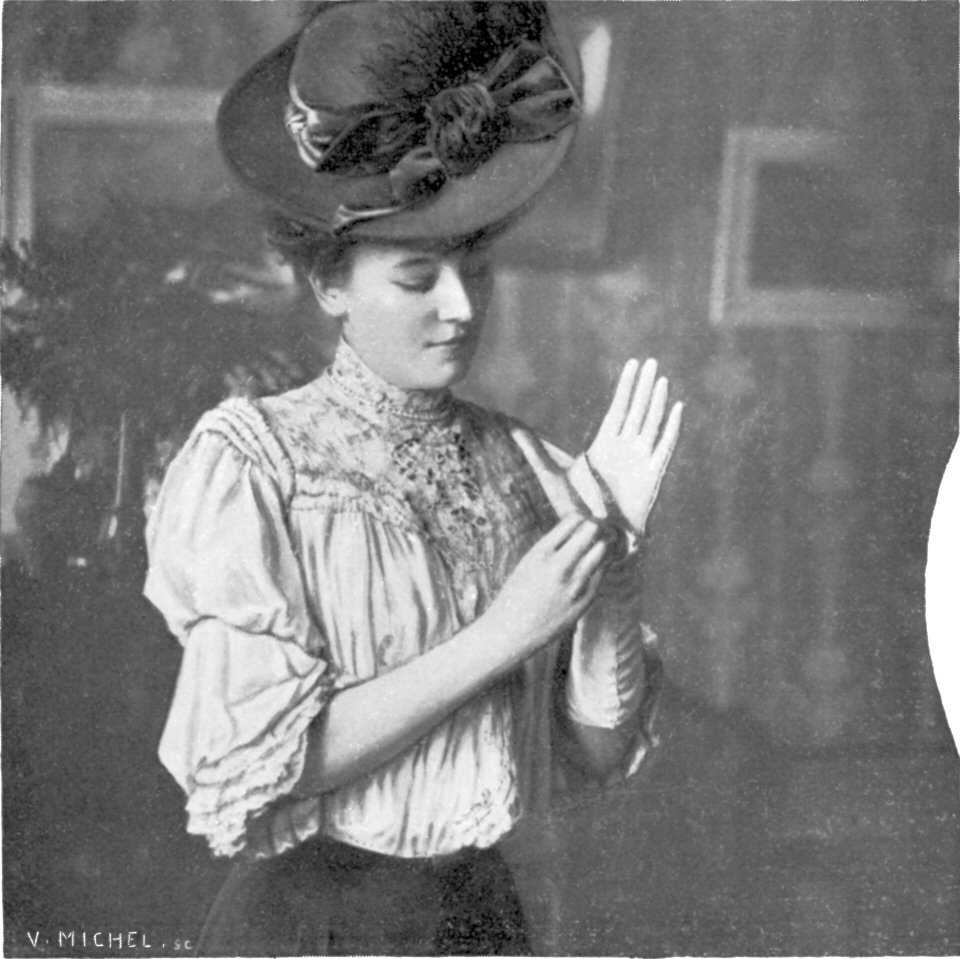
« Punerea corectă. Când cele patru degete sunt introduse complet şi nu fac niciun pliu, este momentul în care se introduce degetul mare. » La Femme et le gant („Femeia şi mănuşa”), 1905.

Istoria mănușilor își are obârșia în Antichitate. În unele traduceri ale Odiseei de Homer, Laerte este descris mergând prin grădină cu mănuși pentru a se proteja contra rugilor de mure sălbatice. (În alte traduceri se spune că Laerte își trăsese mâneci lungi peste mâini). Herodot, în Ancheta (440 î.Hr.), povestește cum Leotychidas a fost incriminat de o mănușă umplută cu bani pe care-i primise drept mită. Xenophon arăta, în Ciropedia, că perșii purtau iarna mănuși cu un singur deget.
În Europa, în secolul al XIII-lea, unele femei au început să poarte mănuși ca podoabe. Mănușile erau făcute din in și din mătase și atingeau uneori cotul.
În secolul al XVI-lea, regina Elisabeta a lansat moda mănușilor bogat brodate și împodobite cu pietre prețioase. Henric al  II-lea al Angliei a fost înmormântat cu mănuși pe mâini. Au fost găsit mănuși și pe mâinile regelui Ioan al Angliei când a fost deschis mormântul său în 1797, și pe cele ale regelui Eduard I, când mormântul său a fost deschis în 1774.